# Rick Adelman
Richard Leonard „Rick” Adelman (ur. 16 czerwca 1946 w Lynwood w stanie Kalifornia) – amerykański trener koszykarski oraz koszykarz na przełomie lat 60. i 70. w zespołach San Diego Rockets, Portland Trail Blazers i Chicago Bulls.

## Kariera zawodnicza
Karierę w NBA rozpoczynał w drużynie San Diego Rockets, wybrany z dalekim 85. numerem w drafcie 1968 w wieku 22 lat. Spędził tam dwa lata, w przeciągu których rozegrał 112 meczów. W 1970 roku przeszedł do Portland Trail Blazers. W pierwszej piątce tego klubu zadebiutował 16 listopada 1970 w meczu z Cleveland Cavaliers. W całym sezonie rozegrał 81 spotkań z czego 59 jako podstawowy gracz, średnio zdobywając 12,6 punktów. W następnym sezonie został kapitanem ekipy. Średnio zdobywał nieco ponad 10 punktów w meczu. Trzeci i jak się okazało ostatni sezon w ekipie z Portland to 6,6 punktów w meczu, co było najsłabszym wynikiem w czasie pobytu w Blazers. Ogólnie 121 razy notował podwójne zdobycze punktowe, w tym 12 razy przekroczył 20 punktów. Najwięcej punktów zdobył w wygranym meczu z Boston Celtics – 27. W jednym ze spotkań sezonu 1971-1972 przeciwko Cleveland Cavaliers zaliczył aż 17 asyst. 14 września 1973 roku został sprzedany do Chicago Bulls. W pierwszym sezonie gry w barwach „byków” zdobywał 3,3 punktów na mecz, co było najgorszym wynikiem w karierze. W następnym sezonie rozegrał tylko 12 spotkań i postanowił zakończyć karierę.

## Kariera trenerska
Po zakończeniu gry w NBA przez sześć lat był trenerem na różnych uniwersytetach. W 1983 roku powrócił do NBA w roli asystenta trenera Jacka Ramsaya w swoim byłym klubie – Portland Trail Blazers. Na półmetku sezonu 1988-1989 został pierwszym szkoleniowcem drużyny zastępując Mike Schulera. Do zakończenia sezonu zdołał wygrać ze swoją ekipą 14 spotkań. Pierwszy pełny sezon w roli trenera drużyny z Portland to bilans 53-29 i drugie miejsce w konferencji. Drużyna doszła do finału ligi, w którym uległa 1-4 Detroit Pistons. W sezonie 1990-1991 drużyna poprawiła bilans na 63-19, co było najlepszym wynikiem w konferencji zachodniej w sezonie regularnym. W finale konferencji Portland Trail Blazers przegrali z Los Angeles Lakers. W sezonie 1991-1992 zespół „smug” zwyciężył w konferencji zachodniej z bilansem 57-25. W finale NBA zespół musiał uznać wyższość Chicago Bulls w stosunku 2-4, decydujący mecz przegrywając 93-97. Przygodę z drużyną Portland Trail Blazers zakończył w 1994 roku. W czasie dwóch sezonów w klubie Golden State Warriors drużyna wygrała tylko 66 spotkań i Adelman został zwolniony. Zastąpił go P.J. Carlesimo. Po roku separacji z koszykówką powrócił jako trener Sacramento Kings. W Sacramento spędził 8 sezonów. W każdym z nich awansował do play-off. W sezonie 2001-02 drużyna „królów” z Chrisem Webberem w składzie awansowała do finału konferencji, w którym przegrała z Los Angeles Lakers. Ze stanowiska trenera Sacramento Kings zrezygnował po zakończeniu sezonu 2005-06. W sezonie 2007-08 został trenerem Houston Rockets. Od sezonu 2011-12 trener Minnesota Timberwolves. 5 kwietnia 2013 został ósmym trenerem w historii NBA, który odniósł 1000 zwycięstw jako szkoleniowiec. 21 kwietnia 2014 ogłosił zakończenie kariery trenerskiej

## Styl trenerski
Rick Adelman jako trener słynął z ofensywnych drużyn. Zawodnicy grający u niego posiadali całkowitą swobodę w akcjach ofensywnych. Nie musieli się trzymać sztywnych schematów, lecz mogli skupiać się na swoich indywidualnych umiejętnościach. Do najbardziej znanych zawodników prowadzonych przez Adelmana należał Clyde Drexler, Chris Webber, Jason Williams, Peja Stojakovic i Mike Bibby. Rok 1999 to był okres w którym skończyła się era panowania Chicago Bulls, w NBA skończył się lockout w którym związki zawodowe zawodników kłóciły się z władzami ligi o podział zysków. Liga traciła na popularności ponieważ spadał poziom ligi gdzie coraz większą role odgrywali trenerzy tacy jak Jerry Sloan, Pat Riley, Gregg Popovich i Jeff Van Gundy, którzy bardziej stawiali na zawodników skupiających się na obronie, a atak ograniczał się do nudnych schematów. W tym okresie Adelman został trenerem Sacramento Kings, którzy w 1999 uzyskali dobre wyniki i popularność. Grając bardzo ofensywnie pokazali, że mimo mody na twardą grę pozycyjną można wygrywać mecze grając ofensywną, szybką koszykówkę. Kibicom podobała się ich gra, a liga zaczęła promować kluby stawiające trenerów promujących młodych zawodników grających ofensywnie. Przez 8 lat pracy w tym klubie prawie zawsze byli liderami w zdobywanych punktach zespołu.

## Statystyki

### Statystyki zawodnicze
| Sezon     | Klub                   | Punkty | Zbiórki | Asysty |
| --------- | ---------------------- | ------ | ------- | ------ |
| 1968-1969 | San Diego Rockets      | 6,3    | 2,8     | 3,1    |
| 1969-1970 | San Diego Rockets      | 7,4    | 2,3     | 3,2    |
| 1970-1971 | Portland Trail Blazers | 12,6   | 3,5     | 4,7    |
| 1971-1972 | Portland Trail Blazers | 10,1   | 2,9     | 5,2    |
| 1972-1973 | Portland Trail Blazers | 6,6    | 2,1     | 3,9    |
| 1973-1974 | Chicago Bulls          | 3,3    | 1,3     | 1,0    |
| 1974-1975 | Chicago Bulls          | 9,5    | 2,2     | 2,9    |

### Statystyki trenerskie
| Sezon     | Klub                   | Zwycięstwa | Porażki | Procent |
| --------- | ---------------------- | ---------- | ------- | ------- |
| 1988-1989 | Portland Trail Blazers | 14         | 21      | .400    |
| 1989-1990 | Portland Trail Blazers | 59         | 23      | .720    |
| 1990-1991 | Portland Trail Blazers | 63         | 19      | .768    |
| 1991-1992 | Portland Trail Blazers | 57         | 25      | .695    |
| 1992-1993 | Portland Trail Blazers | 51         | 31      | .622    |
| 1993-1994 | Portland Trail Blazers | 47         | 35      | .573    |
| 1995-1996 | Golden State Warriors  | 36         | 46      | .439    |
| 1996-1997 | Golden State Warriors  | 30         | 52      | .366    |
| 1998-1999 | Sacramento Kings       | 27         | 23      | .540    |
| 1999-2000 | Sacramento Kings       | 44         | 38      | .537    |
| 2000-2001 | Sacramento Kings       | 55         | 27      | .671    |
| 2001-2002 | Sacramento Kings       | 61         | 21      | .744    |
| 2002-2003 | Sacramento Kings       | 59         | 23      | .720    |
| 2003-2004 | Sacramento Kings       | 55         | 27      | .671    |
| 2004-2005 | Sacramento Kings       | 50         | 32      | .610    |
| 2005-2006 | Sacramento Kings       | 44         | 38      | .573    |
| 2007-2008 | Houston Rockets        | 55         | 27      | .671    |
| 2008-2009 | Houston Rockets        | 53         | 29      | .654    |
| 2009–2010 | Houston Rockets        | 42         | 40      | .512    |
| 2010–2011 | Houston Rockets        | 43         | 39      | .524    |
| 2011–2012 | Minnesota Timberwolves | 26         | 40      | .394    |
|           | Kariera                | 971        | 656     | .579    |